# Thennes
Thennes és un municipi francès situat al departament del Somme i a la regió dels Alts de França. L'any 2007 tenia 432 habitants.

## Demografia

### Població

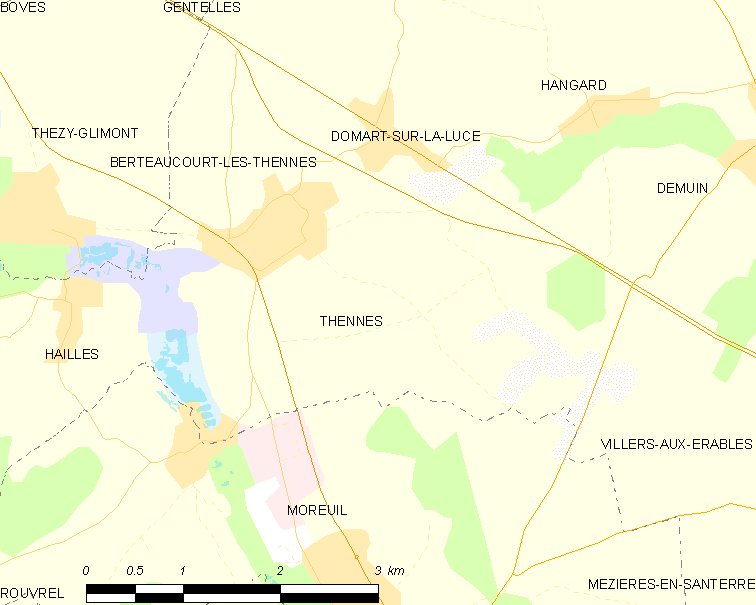

El 2007 la població de fet de Thennes era de 432 persones. Hi havia 148 famílies de les quals 20 eren unipersonals (16 homes vivint sols i 4 dones vivint soles), 36 parelles sense fills, 76 parelles amb fills i 16 famílies monoparentals amb fills.
La població ha evolucionat segons el següent gràfic:
Habitants censats

### Habitatges

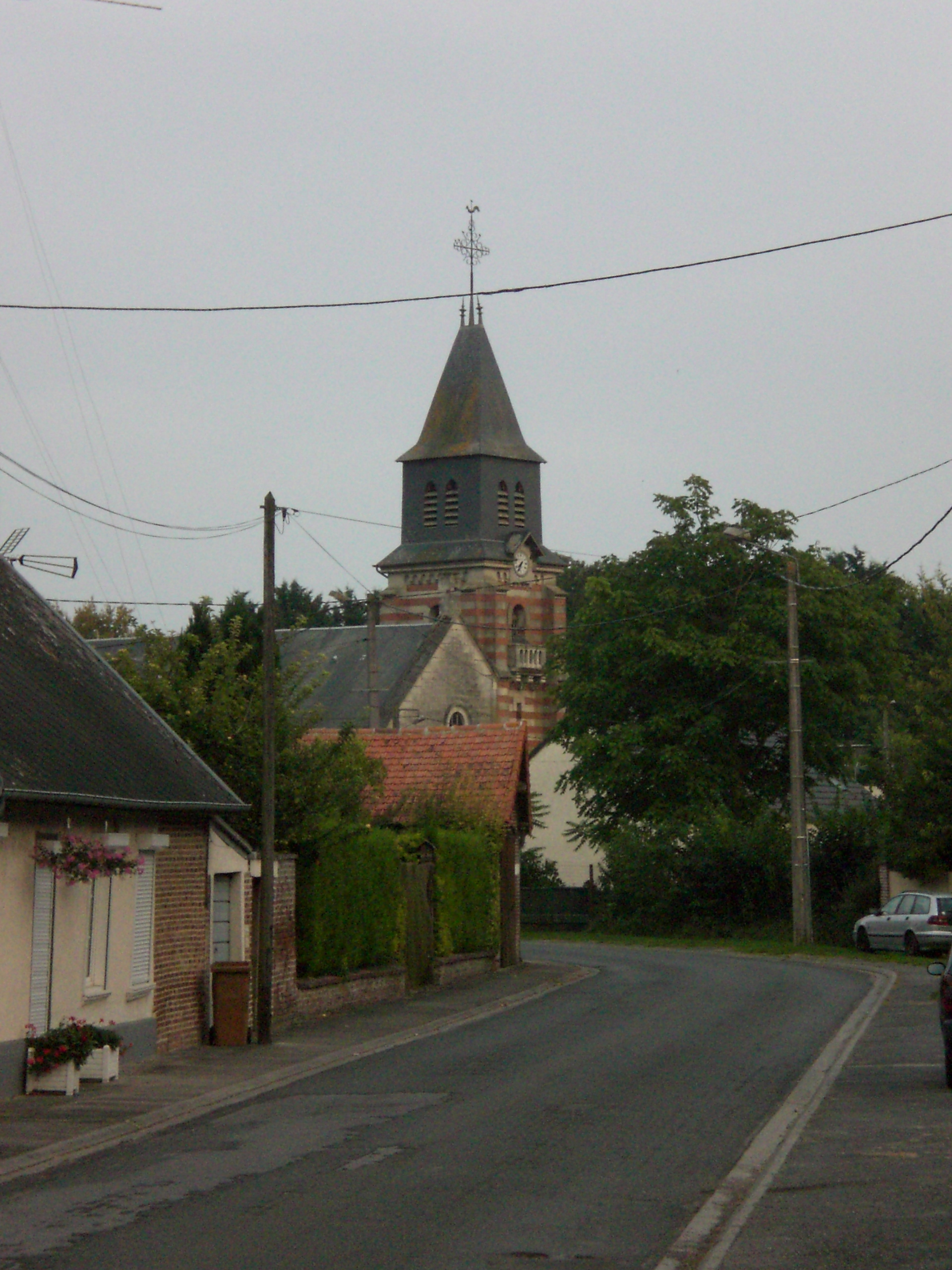

El 2007 hi havia 164 habitatges, 151 eren l'habitatge principal de la família i 13 estaven desocupats. 159 eren cases i 5 eren apartaments. Dels 151 habitatges principals, 127 estaven ocupats pels seus propietaris, 22 estaven llogats i ocupats pels llogaters i 2 estaven cedits a títol gratuït; 3 tenien dues cambres, 26 en tenien tres, 27 en tenien quatre i 95 en tenien cinc o més. 126 habitatges disposaven pel capbaix d'una plaça de pàrquing. A 49 habitatges hi havia un automòbil i a 95 n'hi havia dos o més.

### Piràmide de població

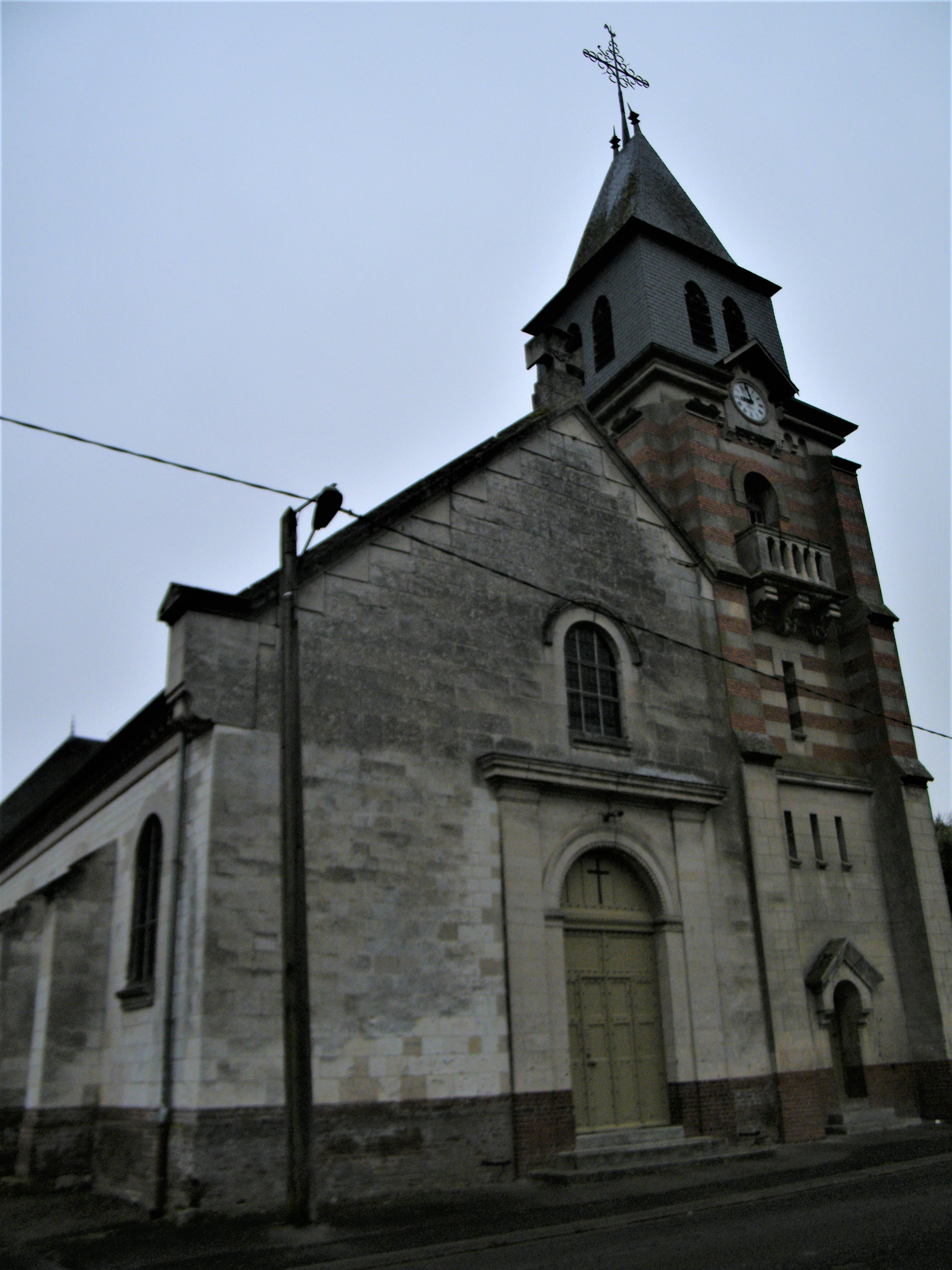

La piràmide de població per edats i sexe el 2009 era:
| Homes | Edats   | Dones |
| ----- | ------- | ----- |
| 0     | 95 o +  | 0     |
| 0     | 90 a 94 | 0     |
| 0     | 85 a 89 | 4     |
| 0     | 80 a 84 | 0     |
| 0     | 75 a 79 | 0     |
| 4     | 70 a 74 | 4     |
| 24    | 65 a 69 | 20    |
| 12    | 60 a 64 | 4     |
| 4     | 55 a 59 | 12    |
| 4     | 50 a 54 | 8     |
| 24    | 45 a 49 | 12    |
| 4     | 40 a 44 | 8     |
| 16    | 35 a 39 | 8     |
| 20    | 30 a 34 | 24    |
| 4     | 25 a 29 | 12    |
| 4     | 20 a 24 | 16    |
| 12    | 15 a 19 | 4     |
| 16    | 10 a 14 | 12    |
| 16    | 5 a 9   | 24    |
| 12    | 0 a 4   | 32    |

## Economia

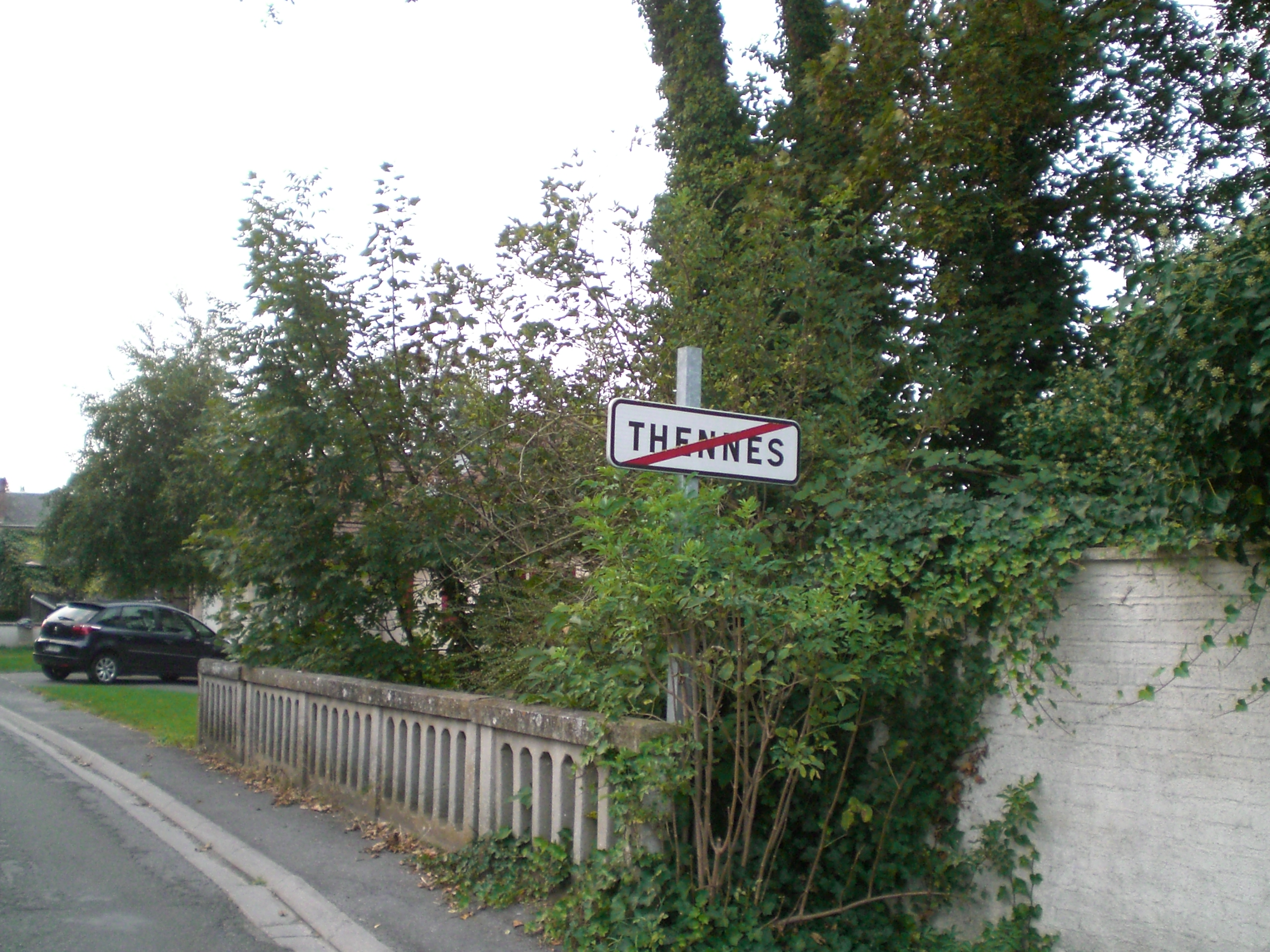
riu Luce a Thennes

El 2007 la població en edat de treballar era de 282 persones, 208 eren actives i 74 eren inactives. De les 208 persones actives 183 estaven ocupades (97 homes i 86 dones) i 25 estaven aturades (10 homes i 15 dones). De les 74 persones inactives 28 estaven jubilades, 31 estaven estudiant i 15 estaven classificades com a «altres inactius».

### Ingressos
El 2009 a Thennes hi havia 155 unitats fiscals que integraven 449 persones, la mediana anual d'ingressos fiscals per persona era de 20.467 €.

### Activitats econòmiques

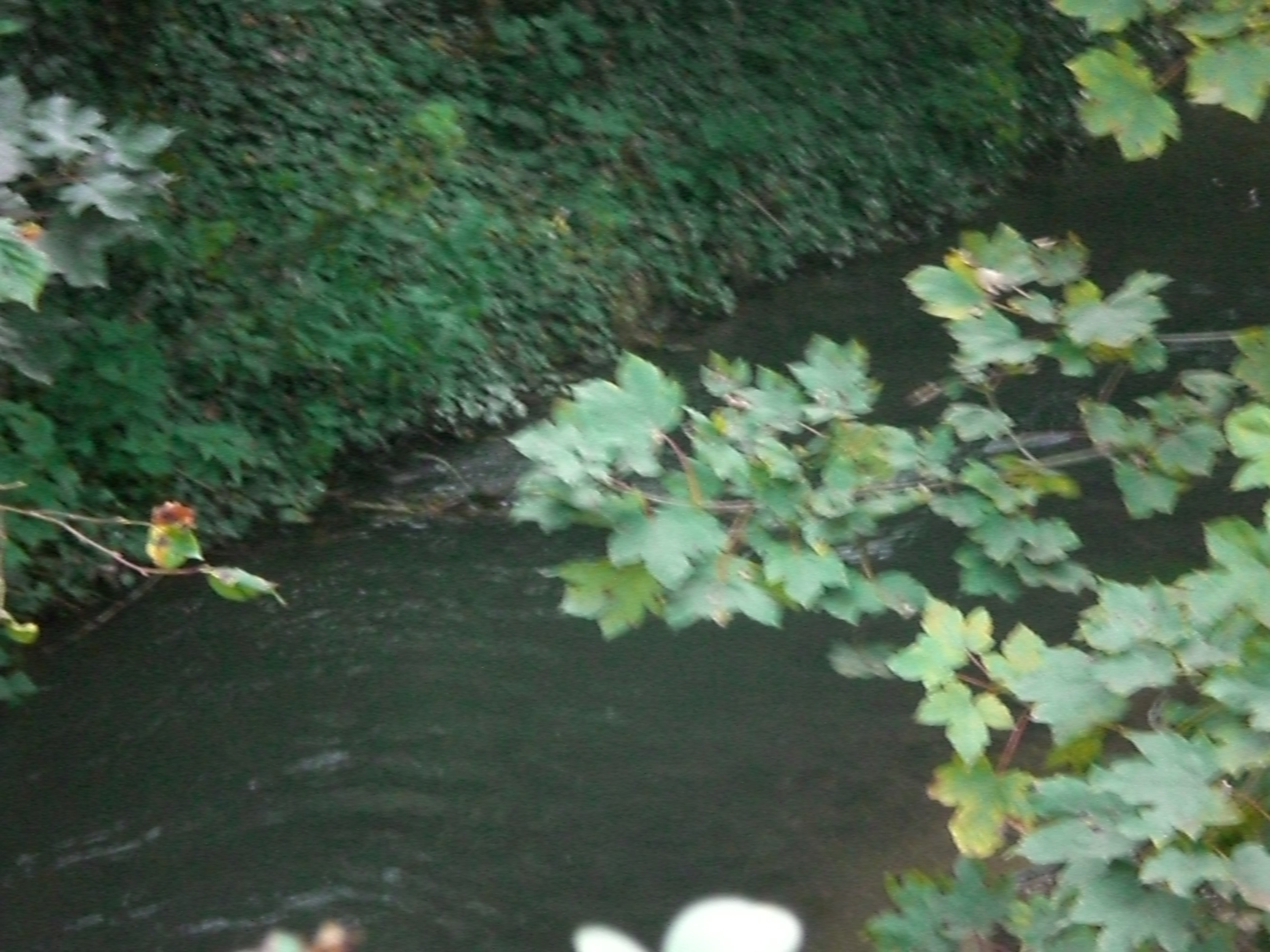

Dels 9 establiments que hi havia el 2007, 1 era d'una empresa alimentària, 3 d'empreses de construcció, 2 d'empreses de transport, 1 d'una empresa d'hostatgeria i restauració i 2 d'empreses de serveis.
Dels 4 establiments de servei als particulars que hi havia el 2009, 1 era un guixaire pintor, 2 fusteries i 1 restaurant.
L'any 2000 a Thennes hi havia 8 explotacions agrícoles que ocupaven un total de 495 hectàrees.

## Equipaments sanitaris i escolars
El 2009 hi havia una escola elemental integrada dins d'un grup escolar amb les comunes properes formant una escola dispersa.

## Poblacions més properes
El següent diagrama mostra les poblacions més properes.